# Georges Ier de Münsterberg-Œls
Georges Ier de Münsterberg (nommé aussi: Georges Ier de Poděbrady; allemand : Georg I. von Münsterberg-Oels ou Georg I. von Podiebrad; tchèque : Jiří z Minstrberka ou encore tchèqueJiří z Poděbrad; né le 2 octobre 1470, au château de Litice –  mort le 10 novembre 1502 à Œls) est un membre de la famille noble de Poděbrady, duc en Silésie de Münsterberg et d'Oels et comte de Glatz.

## Biographie
Georges est un petit fils du roi de Bohême Georges de Poděbrady. Ses parents sont le duc Henri Ier l'Ainé de Münsterberg-Oels et Ursula de Brandenbourg, fille de l'Electeur Albert III Achille de Brandebourg.
le frère de Georges Albert épouse en 1487 Salomé, une fille du duc Jean II le Fou de Żagań. L'année suivante en 1488, Georges Ier et son autre frère Charles Ier épouse également deux autres filles de Jean II respectivement: Hedwige (1476–1524) et Anna (1483-1541).
Après la mort de leur père en 1498, les trois frères Albert, Georges et Charles règnent conjointement mais chacun réside dans son propre château: Albert à Kłodzko, Georges Ier à Oleśnica (allemand : Oels) et Charles Ier à Ziębice (allemand : Münsterberg) et à partir de 1530 de sa nouvelle construction de Ząbkowice Śląskie (allemand : Frankenstein). Bien que les trois frères cèdent en 1501 le  comté de Glatz (polonais : Kłodzko) à leur futur beau-frère Ulrich de Hardegg, ils continuent de porter comme leurs descendants le titre de « comte de Glatz » jusqu'à l'extinction de la ligne masculine de Münsterberg  de la famille de Kunštát en 1647.
Georges Ier est à l'origine de l'établissement thermal de Lądek-Zdrój (allemand : Bad Landeck). Peu après la mort de son père il commence en effet la construction des « Bains de Georges » qui comprennent un résidence et la chapelle Saint-Georges. En 1501 il est à l'origine du premier règlement des bains de Landeck. Il meurt l'année suivante sans héritier.

## Sources
- (en) Cet article est partiellement ou en totalité issu de l’article de Wikipédia en anglais intitulé « George I of Ziębice » (voir la liste des auteurs), édition du 11 juillet 2014.
- Anthony Stokvis, Manuel d'histoire, de généalogie et de chronologie de tous les États du globe, depuis les temps les plus reculés jusqu'à nos jours, préf. H. F. Wijnman, éditions Brill Leyde 1890-1893, réédition 1966, volume III, chapitre VIII « Généalogie de la maison de Poděbrad »  tableau généalogique n° 17.
- (en) & (de) Peter Truhart, Regents of Nations, K. G Saur Münich, 1984-1988 (ISBN 359810491X), Art. « Münsterberg » p. 2.452-2.453. &  Art. « Oels + Bernstadt, Kosel, Wartenberg », p.  2.453.